# Mahdi Ebrahimi
Mahdi Ebrahimi (pers. مهدی ابراهیمی،; ur. 18 maja 1996) – irański zapaśnik walczący w stylu klasycznym. Mistrz Azji w 2020. Triumfator halowych igrzysk azjatyckich w 2017. 
Trzeci na MŚ U-23 w 2018. Mistrz Azji U-23 w 2019 i Azji juniorów w 2016 roku.